# Westmere (hardware)
Westmere è il nome in codice dell'evoluzione dell'architettura x86 di nona generazione (Nehalem) sviluppata da Intel per i propri processori; a differenza della prima generazione che è basata sul processo produttivo a 45 nm, Westmere è un die-shrink a 32 nm.
Inizialmente era conosciuta con il nome di Nehalem-C, ma all'IDF 2007 di Pechino venne poi annunciato il nuovo nome Westmere. I primi prodotti basati su tale evoluzione sono stati presentati il 7 gennaio 2010 nelle versioni pensate per le fascia economica dei settori desktop e mobile, ma è previsto che verranno anche distribuite versioni molto più potenti per il settore server.

## Caratteristiche tecniche

Schema della struttura dell'architettura Westmere.

Trattandosi di un "ridimensionamento" dell'architettura Nehalem e non di un suo successore, Westmere vede il suo progetto molto simile a quello di quest'ultima, ma introducendo anche qualche piccola novità, tra le quali il nuovo processo produttivo a 32 nm è un cardine fondamentale.
Intel non ha ancora reso pubblici dettagli esaurienti sulle modifiche generali all'architettura previste con Westmere, ma considerando il processo produttivo molto avanzato è lecito aspettarsi frequenze oltre i 4 GHz e configurazioni multi core fino a 8 core.
Tra le varie innovazioni dell'architettura, oltre al già citato processo produttivo, si può citare l'introduzione di un nuovo set di istruzioni SIMD, chiamate AES-NI, grazie alle quali le prestazioni di elaborazioni relative a cifratura e decifratura AES dovrebbero poter raggiungere incrementi anche del 300%. AES viene utilizzato già dal 2006 sui supporti Blu-ray e HD DVD (lo sviluppo di HD DVD è stato poi interrotto agli inizi del 2008) come sistema di protezione contro le copie abusive, e viene decodificato da parte delle schede video delle ultime generazioni di ATI e NVidia.

### Processori a 6 core anche per i desktop
Già a settembre 2008 Intel presentò il processore Xeon MP (per sistemi multiprocessore) Dunnington che è stato il primo prodotto della casa ad essere dotato di 6 core; esso era però un progetto basato sulla seconda versione dell'architettura Intel Core Microarchitecture (precedente a Nehalem), ovvero realizzato mediante il processo produttivo a 45 nm.
A marzo 2010, Intel ha presentato il suo primo processore a 8 core Beckton, sempre realizzato a 45 nm, ma basato invece sulla successiva architettura Nehalem. Anche in questo caso però, si trattava ancora di una CPU dedicata espressamente ai sistemi server multiprocessore, mentre negli altri settori di mercato si avevano solo versioni a 4 core. La particolarità di Westmere è anche quella di portare CPU da più di 4 core, nello specifico da 6 core, anche in altri settori di mercato e in particolare in quello server per sistemi biprocessore e in quello desktop di fascia più alta.
La presentazione di Dunnington dimostrò che teoricamente sarebbe stato possibile offrire tali CPU anche per gli altri settori di mercato già nel corso del 2008, ma il vero problema era rappresentato dal software, che ancora fatica a sfruttare adeguatamente 4 core. Nel settore server, questo è un problema già in gran parte superato dato che le applicazioni destinate a tale segmento del mercato sono espressamente ottimizzate per il calcolo parallelo spinto, ma solo attualmente un processore a 6 core nel settore desktop inizia ad avere una qualche utilità reale, senza costare uno sproposito.
Già nei primi piani iniziali, Intel contava di arrivare a realizzare con Westmere processori a 6 core con 24 MB di cache L3.

### Processori server fino a 10 core
Come successore del primo processore Intel a 8 core, Beckton, Intel ha intenzione di presentare il primo processore a 10 core reso possibile dal nuovo processo produttivo a 32 nm, probabilmente verso la fine del primo trimestre 2011. Tale processore è conosciuto come Westmere-EX e grazie all'adozione della tecnologia Hyper-Threading sarà in grado di gestire fino a 20 thread in contemporanea. Secondo l'azienda "10 core sono il rapporto ideale tra prestazioni e tempistiche di arrivo sul mercato". In futuro comunque, non è da escludere anche la possibilità di versioni fino a 12 core.
La cache L3 di tale CPU viene chiamata anche "Last Level Cache" o LLC, e sarà accessibile indistintamente da tutti i 10 core attraverso un BUS ad anello di tipo bi-direzionale in grado di gestire fino a 5 chiamate alla cache parallelamente ad ogni ciclo di clock. Essendo pensato come successore del core Beckton, esso potrà essere installato nello stesso socket e il controller di memoria integrato gestirà fino a 8 banchi di RAM. Il BUS QuickPath Interconnect (QPI) è ancora una volta a 4 canali e sono presenti 2 controller per la memoria, in grado supportare un quantitativo massimo di 2 TB (contro 1 TB della soluzione precedente) di RAM, ottenibili utilizzando 64 moduli da 32 GB ciascuno.
Verrà integrato anche una nuova funzionalità, chiamata Directory Assisted Snoopy (DAS) il cui scopo è quello di migliorare la latenza di accesso alla memoria.

## Processori basati su Westmere
La prima CPU a 6 core è conosciuta come Gulftown e viene proposta come evoluzione del core Gainestown per il settore dei server biprocessore e fa quindi parte della famiglia Xeon DP, e al Core i7 Bloomfield per il settore desktop di fascia più alta.
A questo processore di fascia alta, si sono aggiunti i primi processori dotati di comparto grafico integrato Clarkdale e Arrandale, entrambi dual core, e destinati rispettivamente al settore desktop e mobile. Inizialmente era previsto che i primi processori integranti il comparto grafico fossero basati già su Nehalem e quindi realizzati a 45 nm (tali core sarebbero stati Havendale e Auburndale) ma agli inizi del 2009 Intel annunciò di aver deciso di "saltare" tali step evolutivi in favore delle prime versioni a 32 nm già citate; ufficialmente tale decisione venne presa per pure considerazioni di utilità e non per problemi tecnici relativi alla produzione.
La versione a 10 core, Westmere EX dovrebbe arrivare alla fine del primo trimestre 2011.

## Considerazioni sull'abbinamento "Processo produttivo/Architettura" di Intel
A partire dall'introduzione dell'architettura Core, successiva alla NetBurst e avvenuta a metà 2006, Intel ha dichiarato l'intenzione di presentare una nuova architettura ogni due anni, in modo da poter tenere il passo con la famosa Legge di Moore. Per aumentare le prestazioni di una CPU mantenendone sotto controllo anche il consumo energetico è necessario non solo ottimizzarne l'architettura, ma anche realizzare i nuovi dispositivi con processi produttivi sempre più raffinati.
Per limitare gli imprevisti delle innovazioni tecnologiche necessarie al rinnovamento generazionale dei propri processori, a partire dagli inizi del 2006 Intel ha iniziato a seguire una strategia denominata "Tick-Tock": prima viene introdotta una nuova tecnologia produttiva sulla base di un'architettura già collaudata (la fase "Tick") e in seguito, quando tale tecnologia è in grado di fornire rese elevate, la si adotta per produrre una nuova architettura (la fase "Tock").
I primi esponenti di questa nuova filosofia di progetto, furono i processori Pentium D Presler (che avevano praticamente la stessa architettura dei precedenti Smithfield) con cui venne introdotto il processo produttivo a 65 nm (fase "Tick"). Dopo aver collaudato la nuova tecnologia costruttiva con queste CPU, Intel passò alla nuova architettura Core dei Core 2 Duo, prodotta sempre a 65 nm (fase "Tock").
In maniera analoga, tra la fine del 2007 e l'inizio del 2008, Intel presentò i processori Penryn e Wolfdale che erano in sostanza dei die-shrink del Core 2 Duo, a 45 nm (fase "Tick"). A fine 2008, quando anche questo processo produttivo era ormai a punto, arrivò l'architettura Nehalem (fase "Tock"). La sua evoluzione Westmere è stata realizzata a 32 nm a partire dai primi mesi del 2010 (fase "Tick"), in modo da collaudare anche questa tecnologia in vista dell'architettura successiva Sandy Bridge, uscita poi nel 2011 (fase "Tock"). L'intenzione dichiarata di Intel, molto ambiziosa, era quella di migliorare il rapporto performance/watt del 300% entro la fine del decennio.
Seguendo il medesimo principio, Sandy Bridge è stata poi seguita dal die-shrink a 22 nm Ivy Bridge nel 2012 (fase "Tick"), che ha quindi mantenuto la stessa architettura ma ha introdotto un nuovo processo produttivo. Nel 2013 arriverà anche la nuova architettura Haswell (fase "Tock"), il cui die-shrink a 14 nm prenderà il nome di Broadwell (fase "Tick"); quest'ultimo verrà poi seguito negli anni seguenti dall'architettura Skylake (fase "Tock") e dalla sua ri-scalatura Ice Lake (fase "Tick").
Questa metodologia di sviluppo, nelle intenzioni di Intel, minimizza i rischi propri dell'adozione di una nuova tecnologia produttiva con un'architettura a sua volta completamente nuova, consentendo ai progettisti di concentrarsi, ad anni alterni, sulla risoluzione di una sola classe di problemi.

## Il successore
Non essendo una vera e propria architettura ma solo un'evoluzione della precedente Nehalem, si può identificare il successore di Westmere in Sandy Bridge (precedentemente conosciuta come Gesher), prodotta anch'essa a 32 nm e prevista per la fine del 2010, e che sarà un'architettura completamente rinnovata che andrà a succedere a quella introdotta da Nehalem e continuata da Westmere.
L'arrivo di Westemere prima, e Sandy Bridge poi, prolungherà quindi la vita dell'approccio "Tick-Tock" descritto poco sopra per l'innovazione delle CPU Intel.